# Montemaggiore al Metauro
Montemaggiore al Metauro település Olaszországban, Marche régióban, Pesaro és Urbino megyében. Lakosainak száma 2874 fő (2017. január 1.). Montemaggiore al Metauro Cartoceto, Mondavio, Piagge, Saltara, Serrungarina és Orciano di Pesaro községekkel határos.

## Népesség
A település lakossága az elmúlt években az alábbi módon változott:

| 2017 | 2 874 |